# Queastor Artis (tidligere Læsøfærge)
27°5′32.81″N 13°25′7.57″V / 27.0924472°N 13.4187694°V
Queastor Artis var en bil- og passagerfærge, som blev bygget 1965 på Martin Jansen-værftet i Leer, Østfrisland, til dampskibselskabet Ærø og fik oprindeligt navnet Ærøboen.
Sidst i 1966 begyndte færgen at besejle Læsø-overfarten og fik navnet Læsø, hvor den var i 14½ år.
I 1981 solgtes færgen til Sverige og 1987 til de Kanariske Øer, hvor den i 4-5 år besejlede la Bocaina-strædet mellem de østlige øer Lanzarote og Fuerteventura under navnet Yaiza.
I 1994 indrettedes skibet som flydende diskotek og påmaledes en stor cigaret-reklame.
Skibet strandede ved El Aaiún i Vestsahara, vistnok i 2005, og står endnu på stranden som vrag.

## Færge i Danmark
Æroboen købtes 1965 af Dampskibsselskabet Ærø i Ærøskøbing og begyndte at besejle følgende ruter:
- Fåborg-Gelting i Flensborg Fjord (25. juli 1965-30. sep. 1965), chartret af Nordisk Færgefart A/S, Fåborg
- Ærøskøbing-Kappel (weekendsejlads i okt. 1965)
- Nakskov-Kiel (13. juli 1966-4. sep. 1966), chartret af Nakskov-Kiel Linjen, Nakskov
- Vesterø Havn, Læsø - Frederikshavn (1. nov. 1966-1981), chartret af Andelsfærgeselskabet Læsø a.m.b.a. med forkøbsret, som udnyttedes marts 1967, hvorefter færgen omdøbtes M/F Læsø. I 1980 omdøbtes den til M/F Kattegat, på samme rute.

## Svensk færge i 1981
Færgen købtes juni 1981 af rederiet AB Ølandssund i Oskarshamn og omdøbtes til Öland.
- Grankullavik på nordenden af Øland-Klintehamn på Gotland (juni 1981-aug. 1981)

Færgen købtes 9. april 1982 af Marine Trading AB i Halmstad og omdøbtes til Landskrona.

- Landskrona-Havnegade i København (9. april 1982-27. sep. 1982), chartret af Nabo Linjen, Landskrona

Færgen købtes 30. marts 1983 af rederiet AB Polar i Landskrona.
- Landskrona-Tuborg Havn (30. marts 1983-9. sep. 1984)
- Simrishamn i Østskåne-Allinge på Bornholm (15. juni 1985-18. okt. 1985), chartret af SWE-DEN Line

## De Kanariske Øer 1987
Færgen Landskrona købtes 1987 af Amaris Marketing Inc. i Panama, med hjemhavn i San Sebastián de La Gomera på de Kanariske Øer, og solgtes 1988 videre til Alizur S.A. i Arrecife på Lanzarote, hvorefter den omdøbtes til Yaiza (efter en lille by på den sydlige del af øen).
- Playa Blanca på det sydlige Lanzarote-Corralejo på det nordlige Fuerteventura (1988-1992), la Bocaina-strædet

I 1992 solgtes Yaiza til Ferry Comera (Lineas Fred. Olsen) og oplagdes i Santa Cruz de Tenerife.
I 1994 solgtes skibet til Buques Canarios, som indrettede det til et flydende diskotek.
En stor reklame for cigaretmærket Camel ('MEDIUM') påmaledes.
Skibet solgtes januar 1996 til Seaton Finance S.A. i Belize City i Mellemamerika, og fik navnet Queastor Artis, som aldrig påmaledes, og skal fortsat være benyttet som restaurant indtil ca. 2003.

Senest i 2005 strandede skibet ved El Marsa tæt ved El Aaiún i Vestsahara, sydøst for Fuerteventura, hvor det endnu står på stranden som vrag.

## Eksterne links
- Ærøboen (1965-67) - faergejournalen.dk
- Questador Artis (ex. Ærøboen) - faergelejet.dk
- M/F Ærøboen (Webside ikke længere tilgængelig) og M/F Læsø (Webside ikke længere tilgængelig) - kwmosgaard.dk
- Ærøboen - jmarcussen.dk
- M/S Ærøboen Arkiveret 8. september 2014 hos  Wayback Machine - faktaomfartyg.se
- 6512938 Queastor Artis Arkiveret 24. juni 2016 hos  Wayback Machine - maritime-connector.com
- Queastor Artis (Webside ikke længere tilgængelig) - marinetraffic.com

1. ↑  M/s Landskrona Arkiveret 14. juli 2016 hos  Wayback Machine - landskronaoverfarten.se
2. ↑  M/S Landskrona - nogg.se
3. ↑  Queastor Artis (Belize) - fjordfaehren.de
4. ↑  (Yaiza) Barco encallado, el Aaiun - Marruecos - google-earth.es
5. ↑  “Yaiza”, el último barco de Alizur - delamar y los barcos